# Alberti (metropolitana di Buenos Aires)
Alberti è una stazione della linea A della Metropolitana di Buenos Aires.
Si trova sotto all'avenida Rivadavia, all'incrocio con le calles Alberti e Larrea, nel barrio Balvanera.
La stazione presta servizio esclusivamente in direzione San Pedrito.

## Storia
La stazione è stata inaugurata il 1º dicembre 1913 con il primo tratto della linea.
Nel 1997 la stazione è stata dichiarata monumento storico nazionale.

### Banchina chiusa
In questa stazione fermano esclusivamente i treni in arrivo da Plaza de Mayo in direzione San Pedrito. Fino al 1953 era aperta la stazione di Alberti Norte che si trova a pochi metri dalla stazione di Pasco e dava servizio ai treni provenienti da San Pedrito, ma venne chiusa per questioni operative. La stessa situazione si presentò con le stazioni di Pasco e Pasco Sur, l'ultima delle quali venne chiusa contemporaneamente ad Alberti Norte.

## Interscambi
Nelle vicinanze della stazione effettuano fermata diverse linee di autobus urbani ed interurbani.
- Fermata autobus

## Servizi
La stazione dispone di:
- Biglietteria a sportello
- Biglietteria automatica